# Cerna-Vârf, Mehedinți
Cerna-Vârf este un sat în comuna Isverna din județul Mehedinți, Oltenia, România.
Este situat la o altitudine de 450 m, pe Valea Coșuștei, în nordul Podișului Mehedinți. Cornetele Babelor (771 m) și Cerboanei (801 m) domnesc asupra satului. Tipurile de relief prezente în sat sunt fluviatil ( Lunca Coșuștei ) și mai ales carstic ( Cheile Coșuștei, Peștera cu Tezaurul Serbiei - legendă - , Valea Părului) și petrografic (Cornetele Babelor și Cerboaniei). Rocile sunt sedimentare și metamorfice, precum calcarul ( vezi formele reliefului carstic) și șisturi cristaline ( cele două cornete). Clima este submediteraneană, cu influențe calde; bate austrul; temperaturile medii anuale 8 - 10°C; precipitații medii anuale de 600 mm. Vegetația o constituie plantele mediteraneene, precum cornul, dafinul, mojdreanul. Fauna este alcătuită din vulpi, păsări ( corbi, rațe sălbatice, pițigoi), mistreți, cerbi, căprioare și numeroase reptile ( șerpi, șopârle ) și specii protejate ( scorpion).
Populația este de aproximativ 150 de locuitori               (neoficial).